# ماريسول نيكولز
ماريسول نيكولز (بالإنجليزية: Marisol Nichols) (ولدت في 2 نوفمبر 1973) ممثلة أمريكية اشتهرت بدورها الذي لعبته في الموسم السادس من مسلسل 24 في دور العملية الخاصة نادية ياسر، ودور «هيرميون لودج» في سلسلة أفلام «ريفرديل» لعام 2017.

## روابط خارجية
- الموقع الرسمي
- ماريسول نيكولز على موقع IMDb (الإنجليزية)
- ماريسول نيكولز على موقع روتن توميتوز (الإنجليزية)
- ماريسول نيكولز على موقع ألو سيني (الفرنسية)
- ماريسول نيكولز على موقع أول موفي (الإنجليزية)
- ماريسول نيكولز على موقع إن إن دي بي (الإنجليزية)
- ماريسول نيكولز على موقع قاعدة بيانات الفيلم (الإنجليزية)
- Download المسحورات episode "Chris-Crossed" on iTunes: here
- Marisol Nichols interview